# مفضلة اجتماعية
المفضلة الاجتماعية  مواقع تقدم خدمة تخزين عناوين مواقع الإنترنت مع إضافة وسوم لوصف محتوى الموقع المخزن مما يجعلها متاحة لأي فرد من أي مكان وباستخدام أي جهاز. تقوم على مشاركة مجتمع المستفيدين في المصادر المفضلة لدى كل منهم، فمثلا يعد موقع Delicious الذي ظهر في عام 2003م أول موقع يقدم تطبيقات وصف المحتوى، ومن خلاله يمكن للمشتركين في الموقع
حفظ أي موقع أو صفحة على الإنترنت ووضع الكلمات المفتاحية التي تصف الموقع، وبحفظ هذا الموقع في Delicious يصبِح لدى كل عضو في هذه الخدمات قائمة من الروابط لمواقع ولمحتويات مفضلة لديه، محفوظة ومفهرسة عن طريق عملية التوسيم Tagging ويمكن للعضو أن يجعل قائمته مُشاعة بين كل الأعضاء المسجلين في نفس الخدمة، ويحق له أيضاً قصرها على نفسه فقط، دون أن يطلع عليها أحد>
كما يمكن لكافة المشتركين في الموقع التعرف على ما يضيفه الأعضاء الآخرين من روابط لمفضلاتهم، وهكذا تصبح هذه الخدمة
عبارة عن شبكة تفاعلية واجتماعية، يتم فيها تبادل مشترك للمفضلات الفردية المفهرسة إلى مجالات مختلفة. من أشهر خدمات المفضلة الاجتماعية موقع ديليشوز del.icio.us لتخزين وتنظيم الروابط، وموقع diigo،وموقع bookmarks من قوقل. في نظام المفضلة الاجتماعي، يمكن للمستخدمين حفظ الروابط لصفحات الإنترنت التي يرغبون تذكرها أو مشاركتها أو تذكرها ومشاركتها في نفس الوقت.  وعادة ما تكون هذه العناوين عامة، ولكن يمكنها حفظها بشكل خاص والسماح بمشاركتها مع أشخاص خاصين معينين أ وجموعات معينة، ومشاركة ذلك فقط داخل شبكات معينة، كما يمكن مشاركة الملفات على الصعيد الشخصي والعام معاً. كما يمكن للأشخاص المصرح لهم بعرض مفضلتهم في أي وقت، من خلال الفئة أو السمات، أو عن طريق أحد محركات البحث.
معظم خدمات المفضلة الاجتماعية تشجع المستخدمين على تنظيم المفضلة ب السمات الغير رسمية بدلا من استخدام المستعرض التقليدي القائم على نظم المجلدات، على الرغم من بعض مزايا الخدمات كالفئات /المجلدات أو مجموعة من المجلدات والسمات. كما أنها تتيح عرض العناوين المرتبطة بالسمات المختارة، وتتضمن معلومات حول عدد المستخدمين الذين أضافوا تلك العلامات لديهم. بعض خدمات قوائم المفضلة تقوم أيضاً باستنتاج الاستدلالات للعلاقات بين السمات لإنشاء مجموعات من السمات أو العلامات.
العديد من خدمات قوائم المفضلة الاجتماعية تقدم ما يسمى بتغذية الويب لقوائم المفضلة، بما في ذلك القوائم التي تنظمها السمات. هذا يتيح للمشتركين ليكونوا مدركين للعلامات الجديدة عندما يتم حفظها ومشاركتها، الموسومة من قبل المستخدمين الآخرين. وهذه الخدمات قد كبرت واكتملت وأصبحت أكثر شعبية، وقداضافوا ميزات اضافية لها مثل التقييم والتعليقات على المواقع المفضلة، والقدرة على استيراد وتصدير المواقع المفضلة من المتصفحات، وإرسالها عبر البريد الإلكتروني، أو كحاشية على شبكة الإنترنت، ومجموعات أو مزايا شبكية اجتماعية أخرى 

## تاريخها
مفهوم مشاركة المواقع المفضلة على الإنترنت يعود إلى نيسان / أبريل 1996 مع بدء itList،  المزايا التي شملت قوائم المفضلة للقطاعين العام والخاص. في غضون السنوات الثلاث المقبلة، خدمات المفضلة عبر الإنترنت أصبحت قادرة على المنافسة، مع المشروع المدعوم من قبل شركات مثل Backflip،Blink، clip2، ClickMarks، HotLinks، وغيرهم ممن دخل السوق. أنها توفر المجلدات لتنظيم قوائم المفضلة وبعض الخدمات التلقائية التي تقوم بترتيب تلك المفضلة في مجلدات (بدرجات متفاوتة من الدقة). Blink يشمل على متصفح ذو أزرار لحفظ المواقع المفضلة ؛  Backflip يسمح للمستخدمين بارسال المواقع المفضلة الخاصة بهم للآخرين بالبريد الإلكتروني، وتعرض "Backflip لهذه الصفحة أزرار على المواقع الشريكة. الافتقار إلى نماذج الإيرادات الفعالة، فهذا الجيل الجديد من شركات قوائم المفضلة قد فشل فكان كالفقاعة سرعان ما انفجرت—backflip أغلقت، استشهادا ب"المشاكل الاقتصادية في بداية القرن الأول. في عام 2005، مؤسس Blink قال "لا اعتقد انه ان كنا مبكرين جدا 'أو أننا وصلنا مصرعنا عندما انفجرت الفقاعة. وأعتقد أن الجميع نزل لتصميم المنتجات، وإلى بعض الاختلافات الطفيفة جدا في النهج المتخذ.
تأسست في عام 2003، ديليشس (ثم دعي ب del.icio.us) التعليم المبتكر، ومن ثم صاغ مصطلح المفضلة الاجتماعية. في عام 2004، كما بدأت Delicious للإقلاع، Furl و Simpy أفرج عنهم، جنبا إلى جنب مع Citeulike وConnotea (التي تسمى أحيانا خدمات الفهرسة الاجتماعية) ونظام التوصية المتعلق بها Stumbleupon. في عام 2006 ،Ma.gnolia,Blur Dot } (التي سميت لاحقا لFaves)و Diigo التي دخلت مجال قوائم المفضلة وConnectbeam التي شملت قوائم المفضلة الاجتماعية وخدمات تعليم تستهدف الشركات والمؤسسات. في عام 2007، آي بي إم أصدرت المنتج الخاص بهم المعروف باسم (Lotus Connections).
مواقع مثل Digg ,reddit,و Newsvine تقدم نظام شبيه لمنظات الأخبار الاجتماعية. 

## مميزات المفضلة الاجتماعية
فيما يتعلق بإنشاء محرك بحث عالي الجودة، فإن نظام المفضلة الاجتماعي له ميزات عديدة عبر موقع المصادر التلقائية الأصلية وبرامج والتصنيف، مثل محرك البحث العنكبوتي. الجميع نحصل عيه حسب التصنيف على أساس مصادر الإنترنت (مثل المواقع على شبكة الإنترنت) هي التي قام بها الناس، الذين يفهمون محتويات المصدر، بدلا من البرمجيات، والتي يحاولون بذلك تحديد معاني المصادر خوارزمياً.  أيضا، يمكن أن يجد الناس صفحات الإنترنت للمفضلة التي لم تتم فهرستها وملاحظتها من قبل الشبكة العنكبوتية. وبالإضافة إلى ذلك، يمكن لنظام المفضلة الاجتماعية ترتيب المصادر على أساس عدد المرات التي قام بها المستخدمين بوضع علامة على مفضلة ما، الأمر الذي قد يكون أكثر فائدة مترية للمستخدم النهائي من الأنظمة التي ترتيب المصادر فيها يعتمد على عدد من الروابط الخارجية التي تشير إليها.
بالنسبة للمستخدمين، المفضلة الاجتماعية يمكن أن تكون مفيدة باعتبارها وسيلة للوصول إلى مجموعة موحدة من المفضلات لأجهزة كمبيوتر مختلفة، وتنظيم عدد كبير من المواقع المفضلة، ومشاركتها مع جهات الاتصال. وقد وجدت المكتبات الخاصة بالمفضلة الاجتماعية لتكون مفيدة باعتبارها وسيلة سهلة لتقديم قوائم روابط مواقع مفيدة لروادها.

## مساوئ المفضلة الاجتماعية
من وجهة نظر بيانات البحث، هناك عيب أو مآخذ لبعض الأنظمة القائمة :فلا توجد مجموعة من المصطلحات القياسية (مثل: فولكسونومي بدلا من لغة خاضعة للرقابة والسيطرة على المفردات) ،لايوجدأي معيار لهيكلة هذه السمات (على سبيل المثال، المفرد ضد الجمع، ورأس المال)، قد يكون هناك سمات مفقودة بسبب الأخطاء الإملائية، والسمات التي يمكن أن يكون لها أكثر من معنى، والسمات قد تكون غير واضحة بسبب وجود المرادف / والتضاد لها قد يسبب تضارب في أسماء السمات، والسمات الغيرتقليدية والخاصة من قبل بعض المستخدمين، وعدم وجود آلية للمستخدمين للإشارة إلى العلاقات الهرمية بين السمات (على سبيل المثال، قد يوصف موقع على انه جبن مثلاً أو جبنة شيدر على حد سواء، مع عدم وجود آلية التي قد تشير إلى أن شيدر هو نوع أو شبه فرع من الجبن).

### ديناميكيات النظام الصعبة
على الرغم من هذه العيوب، فإن نموذج بسيط من المفردات المشتركة تظهر في نظام المفضلة الاجتماعية. السمات التعاونية تعرض شكل من أشكال النظم المعقدة (أو التنظيم الذاتي) ديناميكياً. رغم عدم وجود رقابة مركزية للمفردات لتقييد تصرفات المستخدمين الفرديين، فإن توزيع وتقسيم السمات التي تصف المصادر المختلفة المبينة مع تقارب مرور الوقت من أجل تحقيق قانون مستقر لتوزيع الطاقة.  عندما تشكَل مثل هذه التقسيمات المستقرة، يمكن استخراج مفردات بسيطة من خلال دراسة العلاقات بين السمات المختلفة.

### رسائل الدعاية والفساد
المفضلة الاجتماعية يمكن أيضا أن تكون عرضة للفساد والتواطؤ. نظرا لشعبيته، بعض المستخدمين قد بدأت النظر فيه كأداة لاستخدامها جنبا إلى جنب مع محرك البحث الأمثل لجعل الموقع أكثر وضوحا ووصولاً. في أكثر الأحيان صفحة على شبكة الإنترنت قد تكون موسومة ومحفوظة، ويكون لديهاأفضل فرصة للعثور عليها. مرسلي الدعايات بدأو بتعليم ووتوسيم نفس صفحات الإنترنت عدة مرات أو توسيم كل صفحة من موقع على شبكة الإنترنت باستخدام الكثير من السمات الشائعة، والتي تلزم المطورين باستمرار بتعديل نظام الضمان الأمني للتغلب على التجاوزات والانتهاكات.